# Сурков, Григорий Николаевич
Григо́рий Никола́евич Сурко́в (27 января 1916, Лобановка, Симбирская губерния — 25 мая 1966, Мокрая Бугурна, Ульяновская область) — лейтенант Рабоче-крестьянской Красной Армии, участник Великой Отечественной войны, Герой Советского Союза (1943).

## Биография
Григорий Сурков родился 27 января 1916 года в селе Лобановка (ныне — Новоспасский район Ульяновской области). После окончания четырёх классов школы работал в колхозе. В 1937—1940 годах служил в Рабоче-крестьянской Красной Армии. В январе 1942 года Сурков повторно был призван в армию. С мая того же года — на фронтах Великой Отечественной войн. В боях пять раз был ранен.
К сентябрю 1943 года лейтенант Григорий Сурков командовал пулемётной ротой 360-го стрелкового полка 74-й стрелковой дивизии 13-й армии Центрального фронта. Отличился во время битвы за Днепр. 23-25 сентября 1943 года рота Суркова участвовал в боях на плацдарме на западном берегу Днепра в районе деревень Чикаловичи и Посудово Брагинского района Гомельской области Белорусской ССР, отразив несколько немецких контратак и нанеся противнику большие потери. В тех боях Сурков получил тяжёлое ранение, но продолжал сражаться.
Указом Президиума Верховного Совета СССР от 16 октября 1943 года за «мужество и героизм, проявленные в боях на захваченном Днепровском плацдарме», лейтенант Григорий Сурков был удостоен высокого звания Героя Советского Союза с вручением ордена Ленина и медали «Золотая Звезда» за номером 3231.
После окончания войны Сурков был уволен в запас. Проживал и работал в селе Мокрая Бугурна Цильнинского района Ульяновской области. Скоропостижно умер 25 мая 1966 года.

## Награды и звания
Награждён орденами Отечественной войны I степени и Красной Звезды, рядом медалей.

## Память
- В честь Суркова названа улица в Мокрой Бугурне[1].
- Имя Героя размещено на Аллее Славы в Комарине (Гомельская область, Беларусь), с портретом и биографией[2].